# Iglesia de Santa María (Canena)
La iglesia parroquial de Santa María en Canena (Provincia de Jaén, España) fue construida en el siglo XVI. La referencia más antigua, se remonta a las Ordenanzas de 1544, donde se promulgan ciertas previsiones de cómo debe financiarse la obra de la Iglesia de Santa María, posteriormente de la Inmaculada, cuyas obras finalizan en 1564, siendo dueños de la Villa la familia Cobos. En 1724, se reconstruye la lonja de chinas y se añade una capilla barroca a la izquierda del presbiterio.
De estilo renacentista y planta rectangular se compone de tres naves, la central de mayor envergadura que las laterales, separadas por arcos de medio punto que se apoyan en cuatro columnas. Del antiguo artesonado que cubría la nave central solo quedan las tirantas. Su construcción es de sillarejo aunque esquinas y portada son de sillería.
La portada principal abre con arco de medio punto y ojo de buey. La de entrada a la sacristía también de cantería es adintelada con pilastras sobre basamentos. El acceso por el lado del Evangelio presenta un arco de medio punto sobre impostas con el escudo Cobos-Mendoza y una hornacina con una cruz fechada en 1545.
A la derecha de la entrada principal está la torre de las campanas de planta cuadrangular y cubierta a cuatro aguas.
En la sacristía, de planta rectangular, se dispone de un pequeño museo donde se exponen objetos de culto de gran valor histórico, así como de un magnífico archivo que data desde octubre de 1564 los bautizos, confirmaciones, desposorios, bulas, etc. acaecidos en el pueblo. Hay también una cripta almohade de gran belleza y robustez fechada hacia el año 1000.
- Datos: Q5911663